# Hydropsyche renschi
Hydropsyche renschi är en nattsländeart som beskrevs av Wolfram Mey 1999. Hydropsyche renschi ingår i släktet Hydropsyche och familjen ryssjenattsländor. Inga underarter finns listade i Catalogue of Life.